# 라트비아 소비에트 사회주의 공화국의 국기

라트비아 소비에트 사회주의 공화국의 국기

라트비아 소비에트 사회주의 공화국의 국기 (뒷면)

라트비아 소비에트 사회주의 공화국의 국기는 1953년 1월 17일에 제정되어 1990년 2월 19일까지 사용되었다.
빨간색 바탕 왼쪽 상단에는 노란색 별과 낫과 망치가 그려져 있으며, 국기 아래쪽에는 파란색과 하얀색 두 가지 색의 물결무늬가 그려져 있다.
1940년부터 1953년까지는 빨간색 바탕에 깃대 쪽으로 노란색 별과 낫과 망치 그리고 라틴 문자 "LPSR"이 쓰인 형태의 국기를 사용했다.

## 과거의 기

라트비아 소비에트 사회주의 공화국의 국기 (1940년-1953년)

## 같이 보기
- 소련의 국기
- 소련의 공화국의 국기
- 라트비아의 국기